# Oued Ed-Dahab-Lagouira
Oued Ed-Dahab-Lagouira era una delle 16 Regioni del Marocco, istituita nel 1997 e soppressa nel 2015.
La regione si trova nel territorio del Sahara Occidentale, considerato dal governo marocchino parte integrante del suo territorio, occupando la maggior parte del territorio meridionale già noto come Tiris el Gharbia. Nel periodo 1976-1979 la parte meridionale del Tiris el Gharbia fu annessa dalla Mauritania, nel quadro della spartizione col Marocco dell'ex Sahara Spagnolo; tuttavia, ben presto, a fronte dei problemi procurati dalla guerriglia, la Mauritania rinunciò alla sovranità sulla regione, che fu annessa dal Marocco andando a costituire la nuova provincia denominata Oued ed-Dahab. Alcune organizzazioni, come il Fronte Polisario si battono per l'indipendenza di questa regione. L'ONU e diversi stati non riconoscono la sovranità marocchina su questa regione.
La regione comprendeva le province di:
- Provincia di Aousserd
- Provincia di Oued Ed-Dahab